# Марш (озеро, Юкон)
Марш (англ. Marsh Lake) — озеро на территории Юкон в Канаде. Из озера берёт начало река Юкон.
На берегу озера находится населённый пункт Марш-Лейк, в котором проживает около 500 человек. В отчётах переписи населения Канады Марш-Лейк относится к Уайтхорсу, столице территории.
Озеро расположено в верховьях реки Юкон северо-восточнее перевала Чилкут в 45 минутах езды от Уайтхорса на юг по Аляскинской трассе. Этот регион носит название южных озёр Юкона и включает также озёра Атлин, Тагиш, Теслин и Беннетт. Считается, что именно с озера Марш берёт начало река Юкон (до этого река идёт по цепи озёр). Участок реки между озером Марш и озером Лаберж называется Сёртимайл, он входит в систему охраняемых рек Канады. Сёртимайл, как и само озеро, являются частью исторического маршрута, по которому в 1898 году старатели добирались до Клондайка во время золотой лихорадки.
В озеро впадает ручей Judas Creek, названный так по имени Иуды. В 1911 году на ручье нашли «золото» и многие направились на его добычу, но вскоре оказалось, что это пирит. Старатели посчитали, что ручей их предал.
В 1883 году Фредерик Сватка, исследователь реки Юкон, назвал озеро в честь профессора палеонтологии Йельского университета Чарлза Марша. Ранее озеро носило название Мад (англ. Mud Lake).
Каждую весну в конце апреля и мае на озере проводится праздник лебедей. На озере во время миграции останавливаются лебедь-трубач и американский лебедь.